# Quassussuup Tungaa
Quassussuup Tungaa – dzielnica Nuuk, stolicy Grenlandii. Jest położona w północno-zachodniej części miasta.